# Brasserie de Sochaux
La Brasserie de Sochaux est fondée entre 1841 et 1845, par Théodore Ienné (maire de Sochaux entre 1878 et 1884), sur l’emplacement d’une fabrique de toile de coton. La production de cette petite fabrique est alors vendue à la clientèle locale.
C'est Edmond Ienné, le fils du fondateur qui donna le coup d'envoi à l'expansion et au succès de l'entreprise paternelle. En 1889, après avoir étudié pendant quatre ans en Allemagne et en Autriche les techniques de brassage, il prend la direction de la brasserie. 
Ses connaissances apportées de l'Est, les innovations comme les procédés de fabrication industriels et scientifiques, permettent à l’entreprise de prendre de l’ampleur, et la production triple en 30 ans (103 000 hectolitres en 1930).
La Bière de Sochaux gagne une réputation, l’usine est un modèle de modernité.
À cette époque, la production est servie à l'ensemble des habitants de la région, et la livraison est assurée par haquet (charrette, tirées par une cavalerie de chevaux de trait). Les chevaux seront remplacés ensuite par les premiers camions électriques, et bien sûr le train.
En 1930, la Brasserie de Sochaux regroupe plusieurs brasseries des environs, sous le nom « La société des brasseries et malteries de Franche-Comté - Alsace ». Ce groupement de six usines possède une capacité de production de 570 000 hectolitres.
Le pic de production de la brasserie, pour cette période, sera atteint en 1940, avec un résultat exceptionnel de 182 000 hectolitres pour la seule usine de Sochaux.
La brasserie stoppe sa production en juillet 1943, lors du bombardement de la ville. Seule l'usine Peugeot était au départ visée, mais les habitations ainsi que la brasserie furent gravement touchée. Il faudra attendre 1948 pour que la brasserie s'en relève et recommence son activité.
Elle est absorbée en 1962 par une autre société, absorption qui sera suivie en 1966 de la création de la « Société européenne de brasserie ». Le mois de mai 1968 fut particulièrement exceptionnel pour le site, qui dut pallier les problèmes de production d'autres brasseries du groupe, paralysées par les mouvements de grève : malgré les affrontements et les barricades érigées devant la brasserie, le personnel vint tout de même travailler.
En 1972, la brasserie commença à produire de la bière pour la marque Kanterbräu. Malgré une forte demande de cette bière, la brasserie ferme ses portes en juillet 1979 : le site est trop petit, et est abandonné au profit de fabriques plus grandes, donc plus rentables. La cheminée de la brasserie, qui signale de loin les ateliers, est détruite la même année. L'emplacement et les bâtiments de l'ancienne Brasserie de Sochaux sont maintenant occupés par le Musée de l'Aventure Peugeot.
Depuis, un musée consacré à l'ancienne Brasserie de Sochaux a ouvert ses portes dans les locaux de la piscine municipale.

## Les produits
La brasserie produisait à l'époque une bière de table, la Bock, une bière de luxe appelée la Cristal Bohême, une bière de printemps, une bière de Noël, mais son fleuron était la spéciale Norbertus. La Schlossbräu y était aussi produite.
Elle vendait également une limonade commercialisée sous le nom de La Belfortaine, des sodas (Vérigoud puis Canada-Dry) de même que des sirops de bouche. 
La brasserie possédait une fabrique de glace. Cette glace est livrée aux cafés, aux particuliers mais surtout à l’usine Peugeot. La brasserie récupère son propre gaz carbonique, le conditionne et le vend aux cafés pour le tirage de la bière pression.
La bière en fûts représentait 30 % des ventes. Pour satisfaire la variété des demandes, elle était conditionnée en fûts de bois de diverses contenances.